# Mahieddine Boutaleb
Mahieddine Boutaleb (en arabe : محيي الدين بوطالب), né en 1918 dans la Casbah d'Alger, et mort en 1994, est un peintre et est un maître céramiste algérien qui aura laissé une empreinte indélébile sur l'art de la céramique du 20e siècle.

## Biographie
Mahieddine Boutaleb développe ses compétences à Alger, où il étudie la miniature dans la célèbre école d'enluminure des frères Racim au début des années 1940. Pendant la période des Trente Glorieuses, la Manufacture de Sèvres permet au céramiste de concevoir des décors uniques et personnels. En valorisant ses influences arabo-musulmanes, il crée une œuvre dynamique dans la tradition Sèvroise, notamment dans ses atmosphères de grand feu qui donnent une grande richesse à ses compositions.
Le jeune Boutaleb grandit à Alger, dans la pleine effervescence du XIXe siècle, lieu de résidence pour les artistes orientalistes. Baudelaire est captivé par Femmes d'Alger dans leur appartement lorsqu'il voit, au Salon de 1834, le tableau de Eugène Delacroix. Musée du Louvre va acquérir l'œuvre. Les passionnés d'Arts de l'Islam, d'Orientalisme et du Romantisme sont ravis des deux côtés de la Méditerranée. Dans ce contexte la ville blanche regorge de talents. Elle abrite de nombreux établissements d'art, des ateliers d'enluminure et de sculpture sur bois. L'université d'Alger dispose d'un « cabinet de dessin d'enseignement professionnel », d'une École supérieure des beaux-arts et d'une « école d'art de la rue des Consuls » qui enseigne aux jeunes gens les coutumes traditionnelles. Ensuite, la Villa Abd-el-Tif d'Alger, un palais datant du XVIIIe siècle, accueille à partir de 1907 des artistes venus de métropole sur le modèle de la villa Médicis de Rome, et contribue également à la renommée artistique en Algérie.
Mahieddine Boutaleb à fréquenté l'école de miniatures des frères Omar Racim et Mohammed Racim. Il y acquiert des compétences en dessin, décoration, calligraphie et art de la miniature dans l'atmosphère culturelle riche d'un Islam renaissant et moderniste dont les frères sont les représentants emblématiques. Boutaleb y trouve la teinte qui correspond à un rituel ancien, notamment le bleu caractéristique des Arts de l'Islam. Même si la miniature enseignée par Mohammed Racim est d'origine persane, elle se veut clairement algérienne. Il introduit le concept de perspective et encourage une peinture basée sur l'équilibre, la symétrie et la mesure. Dans ce domaine exhaustif et exigeant, Boutaleb développe ses compétences artistiques pour sa future carrière à Sèvres, où il développe également une solide culture arabo-musulmane qui soutiendra son talent créatif. En 1941, il obtient une importante récompense en tant qu'étudiant, la « 1ère bourse de la section miniature de la ville d'Alger ».

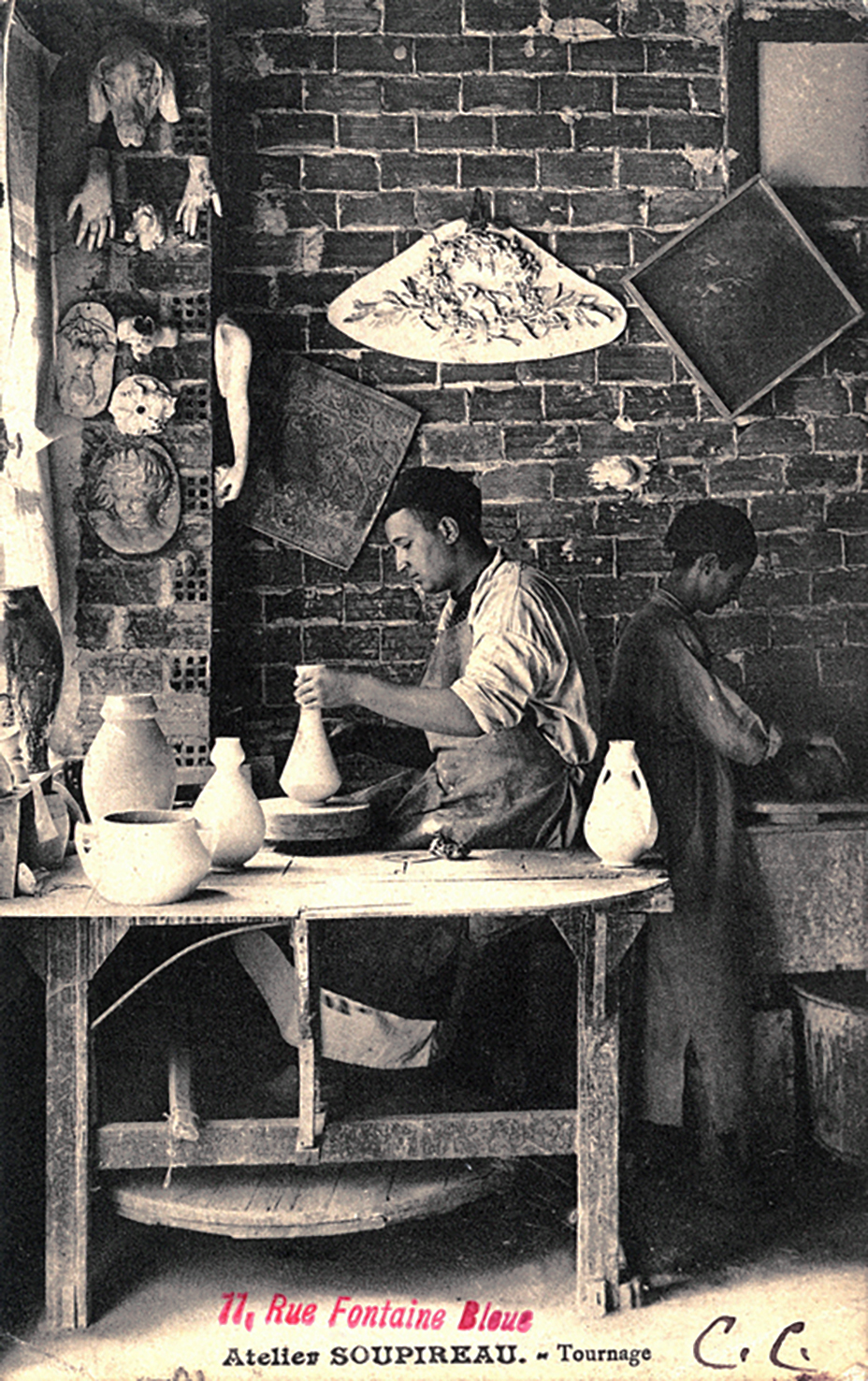
Les Ateliers Soupireau situés jadis au 11 rue Fontaine Bleue, Alger, Algérie en 1912.

Il suit aussi l'école dirigée par Ernest Soupireau où il apprend les techniques de la céramique. Le renouveau de la céramique en Algérie est grandement influencé par Ernest Soupireau, qui formera des artistes talentueux tels que Boujemâa Lamali (1890-1971), d'origine kabyle et célèbre artisan de la modernité des poteries de Safi. De 1904 à 1913, il fait ses études et travaille à l'institut Soupireau. Lamali acquiert sa formation professionnelle à Alger, puis part en France où il entre à la Manufacture de Sèvres en 1914, « Il est le premier Nord-Africain admis à la manufacture de Sèvres.
Le jeune artiste évolue au sein de l'élite urbaine cosmopolite, une intelligentsia algérienne cultivée et lettrée, avec des artistes qui ont pris part aux grandes manifestations, telles que les célébrations du centenaire de la colonisation en 1930 à Alger et au Petit Palais à Paris, l'Exposition coloniale de 1931 ou l'Exposition universelle de 1937 de Paris. L'ornementation des bâtiments et la décoration des pavillons de leur pays ont été réalisées par les Algérois. La céramique, qui est l'une des principales contributions aux arts de l'Islam, est évidemment très présente lors de ces événements importants et doit certainement attirer l'attention du futur décorateur.
Mahieddine Boutaleb, quitte Alger pour la France en 1945 pour passer le concours et rejoindre la Manufacture de Sèvres. L'artiste commence ses premières armes en tant qu'apprenti aux côtés du peintre Mohamed Temmam, qui a également été formé à l'École Soupireau, et qui est le deuxième fil rouge qui guide Boutaleb vers Sèvres. Ils contribuent tous les deux à la décoration des services de l'Élysée. Il commence une scolarité de trois ans. Son professeur est Pierre Gaucher. La manufacture n'a pas été épargnée par les bombardements de la Seconde Guerre mondiale, ce qui, paradoxalement, offre une opportunité aux jeunes gens qui y commencent leur carrière. Le regroupement des ateliers de décoration permet une étroite collaboration entre les anciens peintres décorateurs et les nouveaux arrivants qui peuvent observer leurs pairs et s'inspirer de leur expertise. Les plus jeunes sont accompagnés de Pierre Auguste Gaucher, Roger Sivault, Marcel Prunier, André Plantard, Auguste Berlin, Adrien Leduc. Éliane Métayer, Lucie Roden, Claude Boulmé, Andrée Kiefer et Mahieddine Boutaleb. Selon Jean-Paul Midant, ces artistes qui sont arrivés à Sèvres dans l'après-guerre « constituaient à eux seuls une véritable école, pleine de puissantes caractéristiques ». Dans les ateliers de Sèvres, il y a un esprit d'autonomie et d'originalité qui rend les créations de cette époque singulières. Les années 1948-1963 sont dirigées par Léon Georges Baudry et « semblent être marquées par une participation importante du personnel de la manufacture qui a lui-même développé de nombreuses formes et décors ».
C'est à partir de 1950 que le Mahieddine Boutaleb démontre son talent en tant que peintre décorateur reçoit de grands travaux. Il respecte les consignes des commandes d'État concernant les « grandes tables » (Sénat, palais de l'Élysée, hôtel Matignon, Assemblée nationale, etc.). En même temps, sa volonté de se perfectionner le pousse à explorer les divers métiers de Sèvres, puisque cette même année, il fait un stage dans l'atelier de moulage où il suit une formation auprès du célèbre modeleur Maurice Gensoli et du sculpteur Marcel Derny.
Boutaleb se distinguera par sa maîtrise du grand feu, qu'il perfectionnera tout au long de sa carrière. Il va notamment créer des décors et des fonds semi-mats ou en forme de coquille d'œuf vraiment remarquables. Le défi exigeant de l'artiste consiste à personnaliser sa création en effectuant un travail minutieux sur les palettes, en notant la composition de la couleur sur un carnet pour chaque essai. C'est pourquoi son œuvre est singulière, car il était le seul à connaître ses formules et les compositions secrètes qu'il utilisait.
La carrière de Mahieddine Boutaleb se termine par la décoration des modèles de grands artistes contemporains tels que Alexander Calder, Pierre Alechinsky, Maria Helena Vieira da Silva, Geneviève Asse et surtout avec Joe Downing qui travaillera à Sèvres pendant plusieurs années et dont Boutaleb fera de nombreuses assiettes. Il fut un céramiste de premier plan de son époque, qui réussit à explorer toutes les possibilités techniques que lui offrait l'institution à laquelle il a été fidèle tout au long de sa carrière : ses formes, ses couleurs, ses couverts, ses jeux avec le feu.
En 1994, Mahieddine Boutaleb disparaît. Les pièces qu'il a créées sont présentées au Musée national des Beaux-Arts d'Alger, à la Cité de la céramique - Sèvres et Limoges et dans de nombreuses ambassades internationales.

### Liens Externes
- GrandPalaisRmn, Mahieddine Boutaleb
- Sèvres, Revue de la Société des Amis du musée national de Céramique, Mahieddine Boutaleb, Le seigneur du grand feu, Marie-Aimée Suire, Année 2019.
- Ministère de la Cuture, Mahieddine Boutaleb inventaire
- Artnet, Mahieddine Boutaleb Artnet